# Casandra (povestire)
„Cassandra”  este o povestire științifico-fantastică de C. J. Cherryh din 1978, inspirată de prezicătoarea Casandra din mitologia greacă.
În limba română a apărut în antologia Cosmos XXI - Întâmplări dintr-un univers al păcii din 1986.

## Prezentare
Crazy Alis este o femeie care trăiește într-un oraș sfâșiat de război vede viitorul suprapus prezentului oriunde ar privi. Alis vede cum își părăsește apartamentul în flăcări în fiecare dimineață și se îndreaptă spre cafeneaua bombardată, trecând pete cadavre carbonizate. Știe că așa se va întâmpla, dar nu poate face nimic în acest sens. Când bombele vin și focul înghite orașul, previziunea ei o salvează, dar cu ce cost? 

## Primire
A primit Premiul Hugo pentru cea mai bună povestire în 1979.
A fost nominalizată, în 1979, la Premiul Nebula pentru cea mai bună povestire și la Premiul Locus pentru cea mai bună povestire.
În 1999 a apărut pe lista celor mai bune 50 de povestiri SF din toate timpurile, listă realizată printr-un sondaj de revista Locus.

## Vezi și
- 1978 în științifico-fantastic